# Michel Rohmer
Pour les articles homonymes, voir Rohmer.
Michel Rohmer, né le 31 janvier 1948, est un chimiste français, spécialiste de la chimie des micro-organismes. Il a particulièrement étudié les isoprénoïdes.
Il est membre de l'Académie des sciences.

## Biographie
Michel Rohmer suit des études supérieures à l'École nationale supérieure de chimie de Strasbourg. Il soutient sa thèse à l'université Louis-Pasteur de Strasbourg en 1975 dans le laboratoire de Guy Ourisson. Il devient professeur de chimie organique et bio-organique à l'École nationale supérieure de chimie de Mulhouse de 1979 à 1994, puis revient à l'université Louis-Pasteur de Strasbourg. Il a été directeur de l'Institut de chimie de Strasbourg (UMR 7177).  Depuis le 1er septembre 2013, il est professeur émérite de l'Université de Strasbourg.

## Recherche
Michel Rohmer travaille sur les isoprénoïdes, une classe de substances naturelles familières à tous sous la forme du cholestérol de nos cellules. Il a étudié plus particulièrement les hopanoïdes, que l'on trouve dans la matière des roches sédimentaires. Il découvre alors les biohopanoïdes, une famille de triterpénoïdes pentacycliques. Ses travaux sur la biosynthèse de ces hopanoïdes bactériens révolutionnent la compréhension des premières étapes de la biosynthèse des isoprénoïdes. Rohmer propose une nouvelle voie de biosynthèse conduisant aux précurseurs universels des isoprénoïdes, les diphosphates d'isopentényle et de diméthylallyle. Cette voie est différente de la voie du mévalonate admise depuis plus de cinquante ans. La voie métabolique du méthylérythritol phosphate est largement distribuée chez les bactéries, omniprésente dans les chloroplastes des organismes phototrophes.

## Prix et distinctions
- Prix Vaillant de l'Académie des sciences (1984)
- Médaille d'or de la Fondation Wallach, Mulhouse (1993)
- Prix franco-britannique de la Royal Society et de l'Académie des sciences (1993)
- Prix Gay-Lussac Humboldt de la Fondation Alexander von Humboldt (1997)[2]
- Membre de l'Institut universitaire de France (1997)[3]
- Membre de l'Académie allemande des sciences Leopoldina (2000)
- Membre de l'Académie des sciences (élu Correspondant le 15 avril 1996 et Membre le 18 novembre 2003)[4]
- Nakanishi Prize, Japan Chemical Society and American Chemical Society (2008)[5]
- Schroepfer Award, American Oil Chemists Society (2008)
- Albert Hofmann Award, University of Zürich, Switzerland (2008)